# Spalanie niecałkowite
Spalanie niecałkowite ma miejsce, gdy niecała masa spalanej substancji ulegnie utlenieniu. Występuje ono wtedy, gdy część substancji spalanej nie utleni się, lecz pozostanie w postaci sadzy, dymu czy popiołu. Zdarza się to przy niedostatecznym dostępie tlenu do spalanej substancji. Alkiny w powietrzu spalają się zawsze niecałkowicie np. etyn:
2C2H2 + O2 → 4C + 2H2O